# High (Lighthouse Family)
High è il secondo singolo estratto dall'album del 1997 Postcards from Heaven del gruppo britannico dei Lighthouse Family. Il singolo è stato prodotto da Mike Peden e pubblicato nell'ottobre 1997. Il brano ha raggiunto la vetta della classifica di vendita Australiana ed è entrata nella top 10 in Svizzera, Austria, Regno Unito, Paesi Bassi, Nuova Zelanda ed Italia. "High" è ad oggi il singolo di maggior successo dei Lighthouse Family.

## Il video
Il videoclip è girato in bianco e nero, fino al momento in cui Tunde Baiyewu comincia a cantare e la scena assume colore. Durante il video, vengono mostrate diverse scene fra le quali si vede Paul Tucker che cammina per la città, Tunde sdraiato su una panchina in un parco, una ragazza che fa ruotare la gonna, ed una casa abbandonata vicino ai binari di una ferrovia.
Girato in Inghilterra, il video mostra alcune zone particolarmente celebri: il Tyne Bridge (Newcastle) viene mostrato all'inizio del video, e molte delle scene in cui compare Baiyewu mostrano il Middlesbrough Transporter Bridge (Middlesbrough), che è anche fotografato nella copertina del disco.

## Tracce
UK CD Single 1
1. "High" (full version) 5:13
2. "High" (Itaal Shur's Beautiful Urban mix) 6:32
3. "High" (Full Crew main mix) 5:11
4. "High" (Itaal Shur's Beautiful Urban Dreamscape mix) 6:37

UK CD Single 2
1. "High" (full version)
2. "High" (vocal 12") (remix by François K.)
3. "High" (Interplanetary Disco mix) (remix by Matthew Roberts)
4. "High" (E-Dancer dub)
5. "High" (Inner City mix)

- Alfredo Nini Version[8]

1. "High" — 4:58

## Classifiche
| Chart (1998)                      | Peak position |
| --------------------------------- | ------------- |
| Australia                         | 1             |
| Italia                            | 2             |
| Svizzera                          | 2             |
| Regno Unito                       | 4             |
| Austria                           | 4             |
| Eurochart Hot 100                 | 4             |
| Nuova Zelanda                     | 8             |
| Germania                          | 8             |
| Svezia                            | 18            |
| U.S. Billboard Adult Contemporary | 23            |

### Classifiche annuali
| Paese (1998) | Posizione raggiunta |
| ------------ | ------------------- |
| Australia    | 11                  |
| Austria      | 39                  |
| Germania     | 23                  |
| Italia       | 6                   |
| Svizzera     | 14                  |